# Cat on a Hot Tin Roof (filme)
 Cat on a Hot Tin Roof (br:  Gata em Teto de Zinco Quente  / pt:  Gata em Telhado de Zinco Quente) é um filme estadunidense de 1958, do gênero drama, dirigido por Richard Brooks. O filme foi baseado na peça homônima, escrita por Tennessee Williams e ganhadora do Prêmio Pulitzer, e adaptado por Richard Brooks e James Poe. A produção é estrelada por Elizabeth Taylor, Paul Newman, Burl Ives, Judith Anderson, Jack Carson e Madeline Sherwood.
Bem recebido pela crítica e pelo público, Cat on a Hot Tin Roof foi o lançamento de maior sucesso da MGM em 1958, e tornou-se o terceiro filme de maior bilheteria daquele ano.

## Sinopse

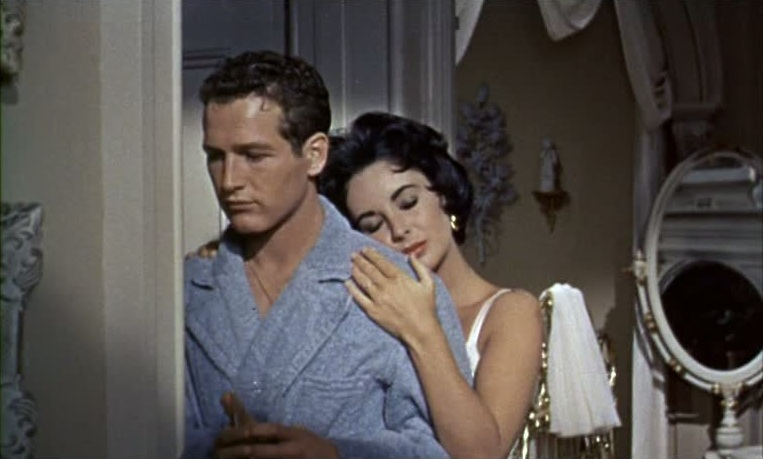
Paul Newman e Elizabeth Taylor

Brick (Paul Newman), um ex-famoso jogador de futebol americano, agora alcoólico pela vergonha, nega sua bela esposa (Elizabeth Taylor), a quem culpa, por causa de um incidente com seu amigo de campo Skipper, de ter abandonado sua carreira profissional. Brick também não quer saber de seu pai Harvey – ou "Big Daddy", como todos o chamam, interpretado por Burl Ives -, que está morrendo de câncer, pois ambos nunca tiveram um diálogo aberto e são demasiado orgulhosos para se tornarem amigos nessa altura da vida. Porém, no dia do aniversário de Harvey toda a família está reunida, incluindo seu irmão, ambicioso advogado, e sua esposa intrometida, e nesse dia segredos serão desenterrados e verdades serão ditas entre todos os presentes à festa.

## Elenco
- Elizabeth Taylor.... Maggie Pollitt (a Gata)
- Paul Newman.... Brick Pollitt
- Burl Ives.... Harvey Pollitt (Big Daddy)
- Judith Anderson.... Ida Pollitt (Big Mama)
- Jack Carson.... Gooper Pollitt (Gooper)
- Madeleine Sherwood.... Mae Flynn Pollitt (Irmã)
- Larry Gates.... Dr. Baugh
- Vaughn Taylor.... Deacon Davis